# Leichtathletik-Juniorenweltmeisterschaften 2010
Die 13. Leichtathletik-Juniorenweltmeisterschaften fanden vom 19. bis 25. Juli 2010 im Moncton Stadium in Moncton statt. Kanada war zum zweiten Mal nach 1988 Gastgeberland von Leichtathletik-Juniorenweltmeisterschaften. Die Ratsversammlung der International Association of Athletics Federations (IAAF) wählte Moncton im März 2006 in Osaka zum Austragungsort.

## Männer

### 100 m
| Platz | Athlet          | Land | Zeit (s) |
| ----- | --------------- | ---- | -------- |
| 1     | Dexter Lee      | JAM  | 10,21    |
| 2     | Charles Silmon  | USA  | 10,23 PB |
| 3     | Jimmy Vicaut    | FRA  | 10,28    |
| 4     | Michael Granger | USA  | 10,32    |
| 5     | Aaron Brown     | CAN  | 10,48 SB |
| 6     | Jason Rogers    | SKN  | 10,49    |
| 7     | Julien Watrin   | BEL  | 10,56    |
| 8     | Patrick Fakiye  | AUS  | 10,62    |

### 200 m
| Platz | Athlet            | Land | Zeit (s) |
| ----- | ----------------- | ---- | -------- |
| 1     | Shōta Iizuka      | JPN  | 20,67    |
| 2     | Aljaksandr Linnik | BLR  | 20,89    |
| 3     | Aaron Brown       | CAN  | 21,00 PB |
| 4     | Wayde van Niekerk | RSA  | 21,02 PB |
| 5     | Robin Erewa       | GER  | 21,09    |
| 6     | Moriba Morain     | TTO  | 21,10    |
| 7     | Pavel Maslák      | CZE  | 21,13    |
| 8     | Mateusz Biegajlo  | POL  | 21,47    |

### 400 m
| Platz | Athlet           | Land | Zeit (s) |
| ----- | ---------------- | ---- | -------- |
| 1     | Kirani James     | GRN  | 45,89    |
| 2     | Marcel Deák Nagy | HUN  | 46,09    |
| 3     | Errol Nolan      | USA  | 46,36    |
| 4     | Marco Kaiser     | GER  | 46,79    |
| 5     | Joshua Mance     | USA  | 46,84    |
| 6     | Luguelín Santos  | PAN  | 46,90    |
| 7     | Alistair Moona   | CAN  | 47,38    |
| 8     | Pako Seribe      | BOT  | 48,07    |

### 800 m
| Platz | Athlet                | Land | Zeit (min) |
| ----- | --------------------- | ---- | ---------- |
| 1     | David Mutinda Mutua   | KEN  | 1:46,41 PB |
| 2     | Casimir Loxsom        | USA  | 1:46,57 PB |
| 3     | Robby Andrews         | USA  | 1:47,00    |
| 4     | Niall Brooks          | GBR  | 1:47,02 PB |
| 5     | Samir Dahmani         | FRA  | 1:47,82    |
| 6     | Dickson Kipsang Tuwei | KEN  | 1:48,97    |
| 7     | Mohamad al-Garni      | QAT  | 1:50,16    |
| 8     | Pierre-Ambroise Bosse | FRA  | 1:53,52    |

### 1500 m
| Platz | Athlet                | Land | Zeit (min) |
| ----- | --------------------- | ---- | ---------- |
| 1     | Caleb Mwangangi Ndiku | KEN  | 3:37,30 PB |
| 2     | Abderrahmane Anou     | ALG  | 3:38,86 PB |
| 3     | Mohamad al-Garni      | QAT  | 3:38,91    |
| 4     | Mohamed Bensghir      | MAR  | 3:39,97    |
| 5     | Alberto Imedio        | ESP  | 3:41,82 PB |
| 6     | Marcel Fehr           | GER  | 3:42,72    |
| 7     | Othmane Laaroussi     | MAR  | 3:43,75    |
| 8     | Brett Robinson        | AUS  | 3:44,06    |

### 5000 m
| Platz | Athlet               | Land | Zeit (s)    |
| ----- | -------------------- | ---- | ----------- |
| 1     | David Kiprotich Bett | KEN  | 13:23,76    |
| 2     | John Kipkoech        | KEN  | 13:26,03 PB |
| 3     | Aziz Lahbabi         | MAR  | 13:28,92 NJ |
| 4     | Moses Kibet          | UGA  | 13:36,59    |
| 5     | Belete Assefa        | ETH  | 13:42,10    |
| 6     | Atsedu Tsegay        | ETH  | 13:54,24 PB |
| 7     | Kazuto Nishiike      | JPN  | 13:54,33 PB |
| 8     | Akinobu Murasawa     | JPN  | 13:59,66    |

### 10.000 m
| Platz | Athlet                  | Land | Zeit (min)   |
| ----- | ----------------------- | ---- | ------------ |
| 1     | Dennis Chepkongin Masai | KEN  | 27:53,88 WJL |
| 2     | Gebretsadik Abraha      | ETH  | 28:03,45 PB  |
| 3     | Paul Lonyangata         | KEN  | 28:14,55 PB  |
| 4     | Mohammed Ahmed          | CAN  | 29:11,75     |
| 5     | Aaron Pulford           | NZL  | 29:14,23 NJ  |
| 6     | Parker Stinson          | USA  | 29:32,23 PB  |
| 7     | Suresh Kumar            | IND  | 29:40,07     |
| 8     | Suguru Ōsako            | JPN  | 29:40,14     |

### 10 km Gehen
| Platz | Athlet             | Land | Zeit (min)   |
| ----- | ------------------ | ---- | ------------ |
| 1     | Waleri Filiptschuk | RUS  | 40:43,17 WJL |
| 2     | Cai Zelin          | CHN  | 40,43,59 PB  |
| 3     | Petr Bogatirew     | RUS  | 40:50,37 PB  |
| 4     | Caio Bonfim        | BRA  | 41:32,28 SB  |
| 5     | Dane Bird-Smith    | AUS  | 41:32,36 AJ  |
| 6     | Ever Palma         | MEX  | 41:34,92 PB  |
| 7     | Trevor Barron      | USA  | 41:50,29 NJ  |
| 8     | Erwin González     | MEX  | 41:58,67 PB  |

### 110 m Hürden
| Platz | Athlet                  | Land | Zeit (s) |
| ----- | ----------------------- | ---- | -------- |
| 1     | Pascal Martinot-Lagarde | FRA  | 13,52    |
| 2     | Vladimir Vukicevic      | NOR  | 13,59    |
| 3     | Jack Meredith           | GBR  | 13,59    |
| 4     | Sam Baines              | AUS  | 13,62    |
| 5     | Caleb Cross             | USA  | 13,86    |
| 6     | Mitchell Tysoe          | AUS  | 13,87    |
| 7     | Wataru Yazawa           | JPN  | 13,88    |
| 8     | Greggmar Swift          | BAR  | 13,93    |

### 400 m Hürden
| Platz | Athlet                  | Land | Zeit (s) |
| ----- | ----------------------- | ---- | -------- |
| 1     | Jehue Gordon            | TRI  | 49,30    |
| 2     | Takatoshi Abe           | JPN  | 49,46    |
| 3     | Leslie Murray           | ISV  | 50,22    |
| 4     | Varg Königsmark         | GER  | 50,47    |
| 5     | Jack Green              | GBR  | 50,49    |
| 6     | Stef Vanhaeren          | BEL  | 50,99    |
| 7     | Emir Bekrić             | SRB  | 51,06    |
| 8     | Boniface Mucheru Tumuti | KEN  | 52,16    |

### 3000 m Hindernis
| Platz | Athlet              | Land | Zeit (min) |
| ----- | ------------------- | ---- | ---------- |
| 1     | Jonathan Muia Ndiku | KEN  | 8:23,48    |
| 2     | Albert Kiptoo Yator | KEN  | 8:33,55 PB |
| 3     | Jacob Araptany      | UGA  | 8:37,02    |
| 4     | Abdelaziz Merzougui | ESP  | 8:40,08    |
| 5     | Desta Alemu         | ETH  | 8:44,07    |
| 6     | Francois Marzetta   | ITA  | 8:52,10    |
| 7     | Tanguy Pepiot       | FRA  | 8:52,46    |
| 8     | Afewerk Mesfin      | ETH  | 8:54,84    |

### 4 × 100 m Staffel
| Platz | Land                   | Athleten                                                                 | Zeit (s)  |
| ----- | ---------------------- | ------------------------------------------------------------------------ | --------- |
| 1     | Vereinigte Staaten     | Michael Granger Charles Silmon Eric Harris Oliver Bradwell               | 38,93 WJL |
| 2     | Jamaika                | Brandon Tomlinson Bernardo Brady Odane Skeen Dexter Lee                  | 39,55 SB  |
| 3     | Trinidad und Tobago    | Jamol James Sabian Cox Moriba Morain Shermund Allsop                     | 39,72 SB  |
| 4     | Japan                  | Takumi Kuki Ryo Onabuta Jun Kimura Shōta Iizuka                          | 39,89 SB  |
| 5     | Deutschland            | Roy Schmidt Robin Erewa Florian Hübner Felix Gehne                       | 39,97     |
| 6     | Thailand               | Jirapong Meenapra Tossaporn Boonhan Weerawat Pharueang Suppachai Chimdee | 40,26     |
|       | Nigeria                | Okeudo Jonathan Nmaju Elvis Ukale Ayobami Oyebiyi Salihu Isah            | DSQ       |
|       | Vereinigtes Königreich | Jordan Huggins Daniel Talbot Deji Tobais Kieran Showler-Davis            | DNF       |

### 4 × 400 m Staffel
| Platz | Land                   | Athleten                                                              | Zeit (min)  |
| ----- | ---------------------- | --------------------------------------------------------------------- | ----------- |
| 1     | Vereinigte Staaten     | Joshua Mance Errol Nolan David Verburg Michael Berry                  | 3:04,76 WJL |
| 2     | Nigeria                | Japhet Samuel Tobi Ogunmola Jonathan Nmaju Salihu Isah                | 3:06,36 NJ  |
| 3     | Vereinigtes Königreich | Nathan Wake Dan Putnam Sebastian Rodger Jack Green                    | 3:06,49 SB  |
| 4     | Jamaika                | Demar Murray Javere Bell Jermaine Gayle Dwayne Extol                  | 3:07,36 SB  |
| 5     | Japan                  | Keitaro Sato Jun Kimura Junki Yanagisawa Takatoshi Abe                | 3:07,94     |
| 6     | Deutschland            | Marco Kaiser Varg Königsmark Philipp Kleemann Tobias Giehl            | 3:09,08     |
| 7     | Botswana               | Thapelo Ketlogetswe Daniel Lagamang Opadile Merafe Pako Seribe        | 3:10,74     |
| 8     | Polen                  | Mateusz Zagórski Tomasz Kwiatkowski Radoslaw Cichon Mateusz Fórmanski | 3:11,80     |

### Hochsprung
| Platz | Athlet                 | Land | Höhe (m) |
| ----- | ---------------------- | ---- | -------- |
| 1     | Mutaz Essa Barshim     | QAT  | 2,30     |
| 2     | David Adley Smith      | USA  | 2,24 PB  |
| 3     | Naoto Tobe             | JPN  | 2,21 SB  |
| 4     | Nikita Anischtschenkow | RUS  | 2,21 PB  |
| 5     | Jin Qichao             | CHN  | 2,21     |
| 6     | Edgar Rivera           | MEX  | 2,17     |
| 7     | Jaroslaw Rutkowski     | POL  | 2,17     |
| 7     | Erik Sundlöf           | SWE  | 2,17     |
| 7     | Carlos Layoy           | ARG  | 2,17     |

### Stabhochsprung
| Platz | Athlet           | Land | Höhe (m) |
| ----- | ---------------- | ---- | -------- |
| 1     | Anton Iwakin     | RUS  | 5,50 WJL |
| 2     | Claudio Stecchi  | ITA  | 5,40 PB  |
| 3     | Andrew Sutcliffe | GBR  | 5,35 PB  |
| 4     | Robert Sobera    | POL  | 5,30 PB  |
| 5     | Tom Konrad       | GER  | 5,20     |
| 6     | Pauls Pujats     | LAT  | 5,10     |
| 7     | Kyle Ballew      | USA  | 5,00     |
| 7     | Witalij Tsepilow | UKR  | 5,00     |

### Weitsprung
| Platz | Athlet                | Land | Weite (m) |
| ----- | --------------------- | ---- | --------- |
| 1     | Luvo Manyonga         | RSA  | 7,99      |
| 2     | Eusebio Cáceres       | ESP  | 7,90      |
| 3     | Taylor Stewart        | CAN  | 7,63      |
| 4     | Caio Cezar dos Santos | BRA  | 7,53      |
| 5     | Jhamal Bowen          | PAN  | 7,49      |
| 6     | Justin Hunter         | USA  | 7,47      |
| 7     | Ching-Hsuan Lin       | TPE  | 7,43      |
| 8     | Ankit Sharma          | IND  | 7,40      |

### Dreisprung
| Platz | Athlet          | Land | Weite (m) |
| ----- | --------------- | ---- | --------- |
| 1     | Alexei Fjodorow | RUS  | 16,68     |
| 2     | Ernesto Revé    | CUB  | 16,47     |
| 3     | Omar Craddock   | USA  | 16,23     |
| 4     | Alexandru Baciu | ROU  | 16,18     |
| 5     | Andrea Chiari   | ITA  | 16,13     |
| 6     | Jurij Kowalew   | RUS  | 15,96     |
| 7     | Xia Zhongwei    | CHN  | 15,96     |
| 8     | Marquis Dendy   | USA  | 15,53     |

### Kugelstoßen
| Platz | Athlet              | Land | Weite (m) |
| ----- | ------------------- | ---- | --------- |
| 1     | Jacko Gill          | NZL  | 20,76 WJL |
| 2     | Božidar Antunovic   | SRB  | 20,20 NJR |
| 3     | Ding Yongheng       | CHN  | 20,14 PB  |
| 4     | Nicholas Vena       | USA  | 19,72     |
| 5     | Li Meng             | CHN  | 19,17 PB  |
| 6     | Lukas Weißhaidinger | AUT  | 19,03 NJR |
| 7     | Darlan Romani       | BRA  | 18,58     |
| 8     | Frédéric Dagée      | FRA  | 18,49     |

### Diskuswurf
| Platz | Athlet            | Land | Weite (m) |
| ----- | ----------------- | ---- | --------- |
| 1     | Andrius Gudžius   | LTU  | 63,78     |
| 2     | Andrei Gag        | ROU  | 61,85 PB  |
| 3     | Julian Wruck      | AUS  | 61,09     |
| 4     | Mykyta Nesterenko | UKR  | 60,54     |
| 5     | Chad Wright       | JAM  | 60,33     |
| 6     | Lawrence Okoye    | GBR  | 59,77     |
| 7     | Traves Smikle     | JAM  | 59,59 PB  |
| 8     | Michael Salzer    | GER  | 59,51     |

### Hammerwurf
| Platz | Athlet               | Land | Weite (m) |
| ----- | -------------------- | ---- | --------- |
| 1     | Conor McCullough     | USA  | 80,79 CR  |
| 2     | Ákos Hudi            | HUN  | 78,37     |
| 3     | Alaa El-Din El-Ashry | EGY  | 76,66 PB  |
| 4     | Bartlomiej Krupa     | POL  | 74,43 PB  |
| 5     | Dániel Szabó         | HUN  | 74,41     |
| 6     | Pawel Barejscha      | BLR  | 73,23 PB  |
| 7     | Quentin Bigot        | FRA  | 71,51     |
| 8     | Paul Hützen          | GER  | 67,22     |

### Speerwurf
| Platz | Athlet             | Land | Weite (m) |
| ----- | ------------------ | ---- | --------- |
| 1     | Till Wöschler      | GER  | 82,52 WJL |
| 2     | Genki Dean         | JPN  | 76,44 PB  |
| 3     | Dmitri Tarabin     | RUS  | 76,42     |
| 4     | Lars Timmerman     | NED  | 75,66 NJR |
| 5     | Joseph Zimmerman   | USA  | 74,64 PB  |
| 6     | Rocco van Rooyen   | RSA  | 74,13 PB  |
| 7     | Zigismunds Sirmais | LAT  | 73,38     |
| 8     | Cheng Chao-tsun    | TPE  | 71,58     |

### Zehnkampf
| Platz | Athlet              | Land | Punkte |
| ----- | ------------------- | ---- | ------ |
| 1     | Kevin Mayer         | FRA  | 7928   |
| 2     | Ilja Schkurenjow    | RUS  | 7830   |
| 3     | Marcus Nilsson      | SWE  | 7751   |
| 4     | David Guest         | GBR  | 7691   |
| 5     | José Angel Mendieta | CUB  | 7677   |
| 6     | Kai Kazmirek        | GER  | 7638   |
| 7     | Jérémy Leliévre     | FRA  | 7568   |
| 8     | Petter Olson        | SWE  | 7515   |

## Frauen

### 100 m
| Platz | Athletin        | Land | Zeit (s) |
| ----- | --------------- | ---- | -------- |
| 1     | Jodie Williams  | GBR  | 11,40    |
| 2     | Takeia Pinckney | USA  | 11,49    |
| 3     | Jamile Samuel   | NED  | 11,56    |
| 4     | Ashton Purvis   | USA  | 11,60    |
| 5     | Leena Günther   | GER  | 11,67    |
| 6     | Tatjana Pinto   | GER  | 11,80    |
| 7     | Loudia Laarman  | CAN  | 11,81    |
| 8     | Stella Silas    | NGR  | 11,98    |

### 200 m
| Platz | Athletin        | Land | Zeit (s) |
| ----- | --------------- | ---- | -------- |
| 1     | Stormy Kendrick | USA  | 22,99 PB |
| 2     | Jodie Williams  | GBR  | 23,19    |
| 3     | Jamile Samuel   | NED  | 23,27    |
| 4     | Kai Selvon      | TTO  | 23,58    |
| 5     | Ashton Purvis   | USA  | 23,62    |
| 6     | Emily Diamond   | GBR  | 23,65    |
| 7     | Allison Peter   | ISV  | 23,70    |
| 8     | Kana Ichikawa   | JPN  | 24,09    |

### 400 m
| Platz | Athletin          | Land | Zeit (s) |
| ----- | ----------------- | ---- | -------- |
| 1     | Shaunae Miller    | BAH  | 52,52    |
| 2     | Margaret Etim     | NGR  | 53,05    |
| 3     | Bianca Răzor      | ROU  | 53,17    |
| 4     | Stacey-Ann Smith  | USA  | 53,42    |
| 5     | Jody Ann Muir     | JAM  | 53,42    |
| 6     | Bukola Abogunloko | NGR  | 53,74    |
| 7     | Regina George     | USA  | 53,83    |
| 8     | Chantel Malone    | IVB  | 53,91    |

### 800 m
| Platz | Athletin            | Land | Zeit (min) |
| ----- | ------------------- | ---- | ---------- |
| 1     | Mirela Lavric       | ROU  | 2:01,85    |
| 2     | Cherono Koech       | KEN  | 2:02,89    |
| 3     | Annet Negesa        | UGA  | 2:02,51    |
| 4     | Rose Mary Almanza   | CUB  | 2:02,67    |
| 5     | Ajee Wilson         | USA  | 2:04,18 PB |
| 6     | Corinna Harrer      | GER  | 2:04,28 SB |
| 7     | Sarah Kelly         | GBR  | 2:04,80    |
| 8     | Ekaterina Zawjalowa | RUS  | 2:05,56    |

### 1500 m
| Platz | Athletin             | Land | Zeit (min) |
| ----- | -------------------- | ---- | ---------- |
| 1     | Tizita Bogale        | ETH  | 4:08,06 PB |
| 2     | Ciara Mageean        | IRL  | 4:09,51 NJ |
| 3     | Nancy Chepkwemoi     | KEN  | 4:11,04 PB |
| 4     | Jordan Hasay         | USA  | 4:13,95    |
| 5     | Ioana Doaga          | ROU  | 4:14,27    |
| 6     | Laura Weightman      | GBR  | 4:14,31 PB |
| 7     | Nelly Chebet Ngeiywo | KEN  | 4:18,50    |
| 8     | Amela Terzić         | SRB  | 4:19,03    |

### 3000 m
| Platz | Athletin                   | Land | Zeit (min)  |
| ----- | -------------------------- | ---- | ----------- |
| 1     | Mercy Cherono              | KEN  | 8:55,07 WJL |
| 2     | Emebet Anteneh             | ETH  | 8:55,24 PB  |
| 3     | Layes Abdullayeva          | AZE  | 8:55,33 NJ  |
| 4     | Purity Cherotich Rionoripo | KEN  | 8:56,91 PB  |
| 5     | Tejitu Daba                | BHR  | 9:01,22 NJ  |
| 6     | Genet Yalew                | ETH  | 9:01,75 PB  |
| 7     | Jennifer Wenth             | AUT  | 9:09,20 NJ  |
| 8     | Hannah Newbould            | AUS  | 9:15,68 PB  |

### 5000 m
| Platz | Athletin             | Land | Zeit (min)  |
| ----- | -------------------- | ---- | ----------- |
| 1     | Genzebe Dibaba       | ETH  | 15:08,06 CR |
| 2     | Mercy Cherono        | KEN  | 15:09,19    |
| 3     | Alice Aprot Nawowuna | KEN  | 15:17,39 PB |
| 4     | Tejitu Daba          | BHR  | 15:29,78 NJ |
| 5     | Ayuko Suzuki         | JPN  | 15:47,36 PB |
| 6     | Emily Sisson         | USA  | 15:48,91 PB |
| 7     | Karla Diaz           | MEX  | 15:56,12 NJ |
| 8     | Nanaka Izawa         | JPN  | 15:59,29 SB |

### 10 km Gehen
| Platz | Athletin            | Land | Zeit (min)   |
| ----- | ------------------- | ---- | ------------ |
| 1     | Elena Laschmanowa   | RUS  | 44:11,90 WJL |
| 2     | Kumiko Okada        | RUS  | 45:56,15     |
| 3     | He Qin              | CHN  | 46:08,36 PB  |
| 4     | Antonella Palmisano | ITA  | 46:08,57 NJ  |
| 5     | Chiaki Asada        | JPN  | 46:39,93 PB  |
| 6     | Zhao Jing           | CHN  | 46:54,90 PB  |
| 7     | Regan Lamble        | AUS  | 47:55,67 PB  |
| 8     | Sandra Yerga        | ESP  | 47:57,66 PB  |

### 100 m Hürden
| Platz | Athletin            | Land | Zeit (s)  |
| ----- | ------------------- | ---- | --------- |
| 1     | Isabelle Pedersen   | NOR  | 13,30 NJR |
| 2     | Jenna Pletsch       | GER  | 13,35     |
| 3     | Miriam Hehl         | GER  | 13,46     |
| 4     | Danielle Williams   | JAM  | 13,46 PB  |
| 5     | Nooralotta Neziri   | FIN  | 13,49     |
| 6     | Evonne Britton      | USA  | 13,50     |
| 7     | Jessica Alcan       | FRA  | 13,55     |
| 8     | Gayathri Govindaraj | IND  | 13,72 PB  |

### 400 m Hürden
| Platz | Athletin          | Land | Zeit (s)  |
| ----- | ----------------- | ---- | --------- |
| 1     | Wera Rudakowa     | RUS  | 57,16 PB  |
| 2     | Evonne Britton    | USA  | 57,32 PB  |
| 3     | Shiori Miki       | JPN  | 57,35 NJR |
| 4     | Lisa Hofmann      | GER  | 57,74 PB  |
| 5     | Ristananna Tracey | JAM  | 57,77 PB  |
| 6     | Kelsey Balkwill   | CAN  | 57,94 PB  |
| 7     | Cristina Holland  | USA  | 60,12     |
|       | Kazjaryna Arzjuch | BLR  | DSQ       |

### 3000 m Hindernis
| Platz | Athletin               | Land | Zeit (min)   |
| ----- | ---------------------- | ---- | ------------ |
| 1     | Purity Cherotich Kirui | KEN  | 9:36,34 PB   |
| 2     | Birtukan Adamu         | ETH  | 9:43,23 PB   |
| 3     | Lucia Kamene Muangi    | KEN  | 9:43,71 PB   |
| 4     | Gesa Felicitas Krause  | GER  | 9:47,78 NJR  |
| 5     | Almaz Ayana            | ETH  | 9:48,08 PB   |
| 6     | Geneviève Lalonde      | CAN  | 9:57,74 AJR  |
| 7     | Giulia Martinelli      | ITA  | 10:05,43 NJR |
| 8     | Estefanía Tobal        | ESP  | 10:09,66 NJR |

### 4 × 100 m Staffel
| Platz | Land                   | Athletinnen                                                          | Zeit (s)  |
| ----- | ---------------------- | -------------------------------------------------------------------- | --------- |
| 1     | Vereinigte Staaten     | Stormy Kendrick Takeia Pinckney Dezerea Bryant Ashley Collier        | 43,44 WJL |
| 2     | Deutschland            | Nadja Bahl Leena Günther Tatjana Pinto Stefanie Pähler               | 43,74 NJR |
| 3     | Niederlande            | Dafne Schippers Loreanne Kuhurima Eva Lubbers Jamile Samuel          | 44,09 PB  |
| 4     | Jamaika                | Seidatha Palmer Deandre Whitehorne Diandra Gilbert Danielle Williams | 44,24 SB  |
| 5     | Nigeria                | Florence Uwakwe Bukola Abogunloko Margaret Etim Stella Silas         | 44,84 SB  |
| 6     | Kanada                 | Crystal Emmanuel Janelle Bell-Spence Leah Walkeden Loudia Laarman    | 44,84     |
| 7     | Australien             | Rosie Lawson Ella Nelson Karlie Morton Caitlin Sargent               | 45,57     |
|       | Vereinigtes Königreich | Rebekah Wilson Jodie Williams Emily Diamond Shaunna Thompson         | DNF       |

### 4 × 400 m Staffel
| Platz | Land               | Athletinnen                                                              | Zeit (min)  |
| ----- | ------------------ | ------------------------------------------------------------------------ | ----------- |
| 1     | Vereinigte Staaten | Diamond Dixon Stacey-Ann Smith Laura Roesler Regina George               | 3:31,20 WJL |
| 2     | Nigeria            | Nkiruka Florence Uwakwe Bukola Abogunloko Chizoba Okodogbe Margaret Etim | 3:31,84 SB  |
| 3     | Jamaika            | Jody Ann Muir Janieve Russell Natoya Goule Chris-Ann Gordon              | 3:32,24 SB  |
| 4     | Bahamas            | Rashan Brown Amara Jones Katrina Seymour Shaunae Miller                  | 3:33,43 NJR |
| 5     | Kanada             | Katherine Reid Annie Leblanc Carly Paracholski Chanice Chase             | 3:35,08     |
| 6     | Russland           | Alisa Matjasch Wera Rudakowa Aywika Malanowa Maria Nikolaewa             | 3:36,94     |
| 7     | Deutschland        | Lisa Hofmann Julia Schaefers Lena Menzel Christina Zwirner               | 3:40,29     |
| 8     | Polen              | Magdalena Gorzkowska Małgorzata Hołub Joanna Jóźwik Martyna Opon         | 3:42,70     |

### Hochsprung
| Platz | Athletin            | Land | Höhe (m) |
| ----- | ------------------- | ---- | -------- |
| 1     | Marija Vuković      | MNE  | 1,91 NJR |
| 2     | Airinė Palšytė      | LTU  | 1,89 PB  |
| 3     | Elena Vallortigara  | ITA  | 1,89     |
| 4     | Hanne Van Hessche   | BEL  | 1,86 PB  |
| 5     | Hannah Willms       | USA  | 1,82     |
| 6     | Sietske Noorman     | NED  | 1,82     |
| 7     | Victoria Dronsfield | SWE  | 1,78     |
| 8     | Amy Pejkovic        | AUS  | 1,78     |

### Stabhochsprung
| Platz | Athletin              | Land | Höhe (m) |
| ----- | --------------------- | ---- | -------- |
| 1     | Angelica Bengtsson    | SWE  | 4,25 NJR |
| 2     | Victoria von Eynatten | GER  | 4,20     |
| 3     | Holly Bleasdale       | GBR  | 4,15     |
| 4     | Anschelika Sidorowa   | RUS  | 4,05     |
| 5     | Sara Bercan           | SLO  | 4,05 PB  |
| 6     | Caroline Hasse        | GER  | 3,95     |
| 7     | Shade Weygandt        | USA  | 3,95     |
| 7     | Kelsie Ahbe           | USA  | 3,95     |

### Weitsprung
| Platz | Athletin                   | Land | Weite (m) |
| ----- | -------------------------- | ---- | --------- |
| 1     | Irisdaymi Herrera          | CUB  | 6,41 PB   |
| 2     | Wang Wupin                 | CHN  | 6,23      |
| 3     | Marharyta Twerdochlib      | UKR  | 6,20      |
| 4     | Chantel Malone             | IVB  | 6,17      |
| 5     | Anna Jermakowa             | UKR  | 6,06      |
| 6     | Brooke Stratton            | AUS  | 6,05      |
| 7     | Marina Kraushofer          | AUT  | 6,04      |
| 8     | Sveinbjörg Zophoníasdóttir | ISL  | 5,94      |

### Dreisprung
| Platz | Athletin            | Land | Weite (m) |
| ----- | ------------------- | ---- | --------- |
| 1     | Dailenys Alcántara  | CUB  | 14,09     |
| 2     | Laura Samuel        | GBR  | 13,75 NJR |
| 3     | Deng Lina           | CHN  | 13,72 PB  |
| 4     | Valeriya Kanatova   | UZB  | 13,68     |
| 5     | Maja Bratkic        | SLO  | 13,65     |
| 6     | Gayathri Govindaraj | IND  | 13,29     |
| 7     | Kristiina Mäkelä    | FIN  | 13,26 PB  |
| 8     | Neele Eckhardt      | GER  | 12,91     |

### Kugelstoßen
| Platz | Athletin           | Land | Weite (m) |
| ----- | ------------------ | ---- | --------- |
| 1     | Meng Qiangian      | CHN  | 16,94     |
| 2     | Cui Shuang         | CHN  | 16,13     |
| 3     | Jewgenija Smirnowa | RUS  | 15,75     |
| 4     | Margaret Satupai   | SAM  | 15,62 NJR |
| 5     | Pamela Kiel        | NED  | 15,56     |
| 6     | Brittany Smith     | USA  | 15,47     |
| 7     | Paulina Guba       | POL  | 15,20     |
| 8     | Olha Holodna       | UKR  | 15,17     |

Ursprünglich lag Geisa Arcanjo aus Brasilien mit einer Weite von 17,02 m auf dem 1. Platz. Später wurde sie wegen Dopings disqualifiziert.

### Diskuswurf
| Platz | Athletin          | Land | Weite (m) |
| ----- | ----------------- | ---- | --------- |
| 1     | Yaimé Pérez       | CUB  | 56,01     |
| 2     | Erin Pendleton    | USA  | 54,96     |
| 3     | Julija Kurylo     | UKR  | 53,96     |
| 4     | Kimberly Mulhall  | AUS  | 53,77     |
| 5     | Irina Rodrigues   | POR  | 52,75     |
| 6     | Anaïs Marcadet    | FRA  | 52,65     |
| 7     | Margaret Satupai  | SAM  | 51,31 NJR |
| 8     | Lucie Catouillart | FRA  | 50,13     |

### Hammerwurf
| Platz | Athletin       | Land | Weite (m) |
| ----- | -------------- | ---- | --------- |
| 1     | Sophie Hitchon | GBR  | 66,01 NJR |
| 2     | Barbara Špiler | SLO  | 65,28     |
| 3     | Zhang Li       | CHN  | 63,96     |
| 4     | Wang Yingying  | CHN  | 59,43     |
| 5     | Jenni Penttilä | FIN  | 59,01     |
| 6     | Ayla Gill      | NZL  | 57,28     |
| 7     | Elisa Magni    | ITA  | 56,87     |
| 8     | Elina Uustalo  | FIN  | 56,73     |

### Speerwurf
| Platz | Athletin                 | Land | Weite (m) |
| ----- | ------------------------ | ---- | --------- |
| 1     | Sanni Utriainen          | FIN  | 56,69 PB  |
| 2     | Līna Mūze                | LAT  | 56,64 PB  |
| 3     | Tazmin Brits             | RSA  | 54,55     |
| 4     | María Lucelly Murillo    | COL  | 54,44     |
| 5     | Rafaela Torres Gonçalves | BRA  | 53,29     |
| 6     | Lismania Muñoz           | CUB  | 52,87     |
| 7     | Hanna Habina             | UKR  | 50,70     |
| 8     | Allison Updike           | USA  | 50,08     |

### Siebenkampf
| Platz | Athletin                       | Land | Punkte |
| ----- | ------------------------------ | ---- | ------ |
| 1     | Dafne Schippers                | NED  | 5967   |
| 2     | Sara Gambetta                  | GER  | 5770   |
| 3     | Helga Margrét Thorsteinsdóttir | ISL  | 5706   |
| 4     | Grete Šadeiko                  | EST  | 5705   |
| 5     | Tilia Udelhoven                | GER  | 5677   |
| 6     | Laura Ikauniece                | LAT  | 5618   |
| 7     | Xénia Krizsán                  | HUN  | 5594   |
| 8     | Linda Treiel                   | EST  | 5453   |

## Abkürzungen
- WR = Weltrekord
- WU20R = U20-Weltrekord
- OR = olympischer Rekord
- YOR = olympischer Jugendrekord
- AR = Kontinentalrekord
- AU20R = U20-Kontinentalrekord
- NR = nationaler Rekord
- NU20R = nationaler U20-Rekord
- CR = Meisterschaftsrekord
- MR = Veranstaltungsrekord
- WB = Weltbestleistung
- WU20B = U20-Weltbestleistung
- WU18B = U18-Weltbestleistung
- AB = Kontinentalbestleistung
- AU20B = U20-Kontinentalbestleistung
- AU18B = U18-Kontinentalbestleistung
- NB = nationale Bestleistung
- NU20B = nationale U20-Bestleistung
- NU18B = nationale U18-Bestleistung
- PB = persönliche Bestleistung
- SB = persönliche Saisonbestleistung
- QB = Qualifikationsbestleistung
- WL = Weltjahresbestleistung
- WU20L = U20-Weltjahresbestleistung
- WU18L = U18-Weltjahresbestleistung
- DSQ = disqualifiziert (engl. Disqualified)
- DNS = Wettkampf nicht angetreten (engl. Did Not Start)
- DNF = Wettkampf nicht beendet (engl. Did Not Finish)

## Medaillenspiegel
| Medaillenspiegel (Endstand nach 44 Entscheidungen) | Medaillenspiegel (Endstand nach 44 Entscheidungen) | Medaillenspiegel (Endstand nach 44 Entscheidungen) | Medaillenspiegel (Endstand nach 44 Entscheidungen) | Medaillenspiegel (Endstand nach 44 Entscheidungen) | Medaillenspiegel (Endstand nach 44 Entscheidungen) |
| Platz                                              | Land                                               | Gold                                               | Silber                                             | Bronze                                             | Gesamt                                             |
| -------------------------------------------------- | -------------------------------------------------- | -------------------------------------------------- | -------------------------------------------------- | -------------------------------------------------- | -------------------------------------------------- |
| 01                                                 | Kenia                                              | 7                                                  | 4                                                  | 4                                                  | 15                                                 |
| 02                                                 | Vereinigte Staaten                                 | 6                                                  | 6                                                  | 3                                                  | 15                                                 |
| 03                                                 | Russland                                           | 5                                                  | 2                                                  | 3                                                  | 11                                                 |
| 04                                                 | Kuba                                               | 3                                                  | 1                                                  | 0                                                  | 4                                                  |
| 05                                                 | Äthiopien                                          | 2                                                  | 3                                                  | 0                                                  | 0                                                  |
| 06                                                 | Vereinigtes Königreich                             | 2                                                  | 2                                                  | 4                                                  | 8                                                  |
| 07                                                 | Frankreich                                         | 2                                                  | 0                                                  | 1                                                  | 3                                                  |
| 08                                                 | Deutschland                                        | 1                                                  | 4                                                  | 1                                                  | 6                                                  |
| 09                                                 | Volksrepublik China                                | 1                                                  | 3                                                  | 3                                                  | 7                                                  |
| 10                                                 | Japan                                              | 1                                                  | 2                                                  | 3                                                  | 6                                                  |
| 11                                                 | Jamaika                                            | 1                                                  | 1                                                  | 1                                                  | 3                                                  |
| 11                                                 | Rumänien                                           | 1                                                  | 1                                                  | 1                                                  | 3                                                  |
| 13                                                 | Litauen                                            | 1                                                  | 1                                                  | 0                                                  | 2                                                  |
| 13                                                 | Norwegen                                           | 1                                                  | 1                                                  | 0                                                  | 2                                                  |
| 15                                                 | Niederlande                                        | 1                                                  | 0                                                  | 3                                                  | 4                                                  |
| 16                                                 | Katar                                              | 1                                                  | 0                                                  | 1                                                  | 2                                                  |
| 16                                                 | Südafrika                                          | 1                                                  | 0                                                  | 1                                                  | 2                                                  |
| 16                                                 | Schweden                                           | 1                                                  | 0                                                  | 1                                                  | 2                                                  |
| 16                                                 | Trinidad und Tobago                                | 1                                                  | 0                                                  | 1                                                  | 2                                                  |
| 20                                                 | Bahamas                                            | 1                                                  | 0                                                  | 0                                                  | 1                                                  |
| 20                                                 | Finnland                                           | 1                                                  | 0                                                  | 0                                                  | 1                                                  |
| 20                                                 | Grenada                                            | 1                                                  | 0                                                  | 0                                                  | 1                                                  |
| 20                                                 | Montenegro                                         | 1                                                  | 0                                                  | 0                                                  | 1                                                  |
| 20                                                 | Neuseeland                                         | 1                                                  | 0                                                  | 0                                                  | 1                                                  |
| 26                                                 | Nigeria                                            | 0                                                  | 3                                                  | 0                                                  | 3                                                  |
| 27                                                 | Ungarn                                             | 0                                                  | 2                                                  | 0                                                  | 2                                                  |
| 28                                                 | Italien                                            | 0                                                  | 1                                                  | 1                                                  | 2                                                  |
| 29                                                 | Algerien                                           | 0                                                  | 1                                                  | 0                                                  | 1                                                  |
| 29                                                 | Irland                                             | 0                                                  | 1                                                  | 0                                                  | 1                                                  |
| 29                                                 | Lettland                                           | 0                                                  | 1                                                  | 0                                                  | 1                                                  |
| 29                                                 | Serbien                                            | 0                                                  | 1                                                  | 0                                                  | 1                                                  |
| 29                                                 | Spanien                                            | 0                                                  | 1                                                  | 0                                                  | 1                                                  |
|                                                    | Slowenien                                          | 0                                                  | 1                                                  | 0                                                  | 1                                                  |
|                                                    | Belarus                                            | 0                                                  | 1                                                  | 0                                                  | 1                                                  |
| 36                                                 | Kanada                                             | 0                                                  | 0                                                  | 2                                                  | 2                                                  |
| 36                                                 | Uganda                                             | 0                                                  | 0                                                  | 2                                                  | 2                                                  |
| 36                                                 | Ukraine                                            | 0                                                  | 0                                                  | 2                                                  | 2                                                  |
| 39                                                 | Ägypten                                            | 0                                                  | 0                                                  | 1                                                  | 1                                                  |
| 39                                                 | Australien                                         | 0                                                  | 0                                                  | 1                                                  | 1                                                  |
| 39                                                 | Aserbaidschan                                      | 0                                                  | 0                                                  | 1                                                  | 1                                                  |
| 39                                                 | Island                                             | 0                                                  | 0                                                  | 1                                                  | 1                                                  |
| 39                                                 | Amerikanische Jungferninseln                       | 0                                                  | 0                                                  | 1                                                  | 1                                                  |
| 39                                                 | Marokko                                            | 0                                                  | 0                                                  | 1                                                  | 1                                                  |
| Gesamt                                             | Gesamt                                             | 44                                                 | 44                                                 | 44                                                 | 132                                                |